# Dicosmoecus jozankeanus
Dicosmoecus jozankeanus là một loài Trichoptera trong họ Limnephilidae. Chúng phân bố ở miền Cổ bắc.